# Zenia Corrales Jimenez
Zenia Corrales Jiménez (11 de marzo de 1989) es una ajedrecista mexicana. Obtuvo el título de Maestra Internacional Femenina en 2011.

## Carrera de ajedrez
Obtuvo la Norma de Gran Maestra Femenina. En 2009 consiguió la Norma de Maestro Internacional Masculino. En 2011 el título de Maestra Internacional.
Se clasificó para la Copa Mundial de Ajedrez Femenino 2021, donde fue derrotada 2-0 por Leya Garifullina en la primera ronda.Fue la primera mujer en ganar la Copa Cámara y Asociados de Ajedrez.
En 2022, ganó en la Olimpiada de Ajedrez de Chennai a la peruana Deysi Cori Tello, Gran Maestra y la jugadora de América no estadounidense con mayor coeficiente.